# VOA (album)
| Recensione | Giudizio |
| ---------- | -------- |
| AllMusic   | [ 1 ]    |

VOA è l'ottavo album di Sammy Hagar, uscito nel 1984. VOA è una sigla che sta per "Voice of America".
Questo sarà l'ultimo album di Hagar prima di passare ai Van Halen, anche se la produzione solista del cantante proseguirà durante e dopo essersi unito al gruppo.

## Tracce
1. I Can't Drive 55 - 4:14 -  (Sammy Hagar)
2. Swept Away - 5:37 -  (Sammy Hagar)
3. Rock Is in My Blood - 4:31 -  (Sammy Hagar)
4. Two Sides of Love - 3:41 -  (Sammy Hagar)
5. Dick in the Dirt - 4:20 -  (Sammy Hagar)
6. VOA - 4:32 -  (Sammy Hagar)
7. Don't Make Me Wait - 4:07 -  (Sammy Hagar, Harms)
8. Burnin' Down the City - 5:32 -  (Sammy Hagar)

## Formazione
- Sammy Hagar - voce, chitarra
- David Lauser - batteria
- Bill Church - basso
- Gary Pihl - chitarra
- Jesse Harms - tastiere
- Ted Templeman - percussioni